# Pseudotextularia
Pseudotextularia es un género de foraminífero planctónico de la subfamilia Heterohelicinae, de la familia Heterohelicidae, de la superfamilia Heterohelicoidea, del suborden Globigerinina y del orden Globigerinida. Su especie tipo es Cuneolina elegans. Su rango cronoestratigráfico abarca desde el Coniaciense hasta el Maastrichtiense (Cretácico superior).

## Descripción
Pseudotextularia incluía especies con conchas biseriadas, de forma subtriangular (el lado lateral puede ser más ancho que el lado frontal), inicialmente planiespiraladas al menos en las formas microesféricas; sus cámaras eran reniformes e infladas, lateralmente muy ensanchadas; sus suturas intercamerales eran incididas y con forma de zig zag; su contorno ecuatorial era subtriangular y lobulada; su periferia era redondeada; su abertura principal era interiomarginal, lateral, con forma de arco bajo amplio y simétrico, y bordeada por un estrecho labio; presentaban pared calcítica hialina, perforada, y superficie fina o fuertemente costulada, con costillas longitudinales, ligeramente irregulares a discontinuas.

## Discusión
Clasificaciones posteriores han incluido Pseudotextularia en el Orden Heterohelicida.

## Paleoecología
Pseudotextularia incluía especies con un modo de vida planctónico, de distribución latitudinal cosmopolita, preferentemente tropical-subtropical, y habitantes pelágicos de aguas superficiales e intermedias (medio epipelágico a mesopelágico superior).

## Clasificación
Pseudotextularia incluye a las siguientes especies:
- Pseudotextularia elegans †
- Pseudotextularia nuttalli †
- Pseudotextularia intermedia †, también considerada Racemiguembelina intermedia

Otras especies consideradas en Pseudotextularia son:
- Pseudotextularia acervulinoides †
- Pseudotextularia bronnimanni †
- Pseudotextularia browni †
- Pseudotextularia cushmani †
- Pseudotextularia echevarriai †
- Pseudotextularia elongata †
- Pseudotextularia gibbosa †
- Pseudotextularia pecki †
- Pseudotextularia reissi †, de posición genérica incierta
- Pseudotextularia ultimatumida †
- Pseudotextularia varians †
  - Pseudotextularia varians var. mendezensis †
  - Pseudotextularia varians var. textulariformis †

En Pseudotextularia se han considerado los siguientes subgéneros:
- Pseudotextularia (Bronnimanella), aceptado como género Bronnimanella
- Pseudotextularia (Racemiguembelina), aceptado como género Racemiguembelina